# Andreas Neuendorf
Andreas Neuendorf (ur. 9 lutego 1975 w Berlinie Zachodnim) – niemiecki piłkarz występujący na pozycji pomocnika.

## Kariera klubowa
Neuendorf jako junior grał w klubach SFC Stern 1900, Blau-Weiß 90 Berlin, BFC Preussen oraz Reinickendorfer Füchse. W 1994 roku trafił do pierwszoligowego Bayeru 04 Leverkusen. W Bundeslidze zadebiutował 12 listopada 1994 roku w zremisowanym 0:0 meczu z Karlsruher SC. 30 marca 1996 roku w przegranym 1:2 pojedynku z Werderem Brema strzelił pierwszego gola w trakcie gry w Bundeslidze. W 1997 roku wywalczył z klubem wicemistrzostwo Niemiec.
W styczniu 1998 roku Neuendorf odszedł Herthy Berlin, również z Bundesligi. Pierwszy ligowy mecz zaliczył tam 11 kwietnia 1998 roku przeciwko Werderowi Brema (0:2). W 1999 roku zajął z zespołem 3. miejsce w Bundeslidze. W 2000 roku powrócił do Bayeru Leverkusen. W 2001 roku ponownie został jednak graczem Herthy. W 2002 roku zdobył z nią Puchar Ligi Niemieckiej.
W 2007 roku Neuendorf odszedł do FC Ingolstadt 04 z Regionalligi Süd. W 2008 roku awansował z zespołem do 2. Bundesligi. W 2009 roku spadł z nim jednak do 3. Ligi. W 2010 roku przeszedł do rezerw Herthy Berlin, występujących w Regionallidze Nord.

## Kariera reprezentacyjna
W latach 1994–1998 Neuendorf rozegrał 23 spotkania i zdobył jedną bramkę w reprezentacji Niemiec U-21.